# Temple protestant de Bourges
Le temple protestant de Bourges est un édifice religieux situé 3 rue Vieille Saint-Ambroix à Bourges, chef-lieu du Cher. La paroisse est membre de l'Église protestante unie de France.

## Histoire
À la Renaissance, Jean Calvin étudie le droit à l'université de Bourges de 1529 à 1530. Il a pour professeur de grec l'humaniste allemand Melchior Wolmar. Il loge alors au coin de la rue Mirebeau et de la rue de la Poëlerie. Une « chaire de Calvin » est visible dans le couvent des Augustins de Bourges, rue Jean Calvin. En 1556, devenu pasteur à cathédrale Saint-Pierre de Genève, le réformateur envoie un pasteur dresser une communauté protestante,. Le culte est même célébré un moment dans la cathédrale Saint-Étienne de Bourges, sous la conduite de l'évêque de Nevers, Jacques-Paul Spifame de Brou, converti à la Réforme.
Durant les guerres de Religion, la nouvelle du massacre de la Saint-Barthélemy atteint Bourges le 26 août 1572, et le massacre des protestants y dure jusqu’au 11 septembre. La place forte protestante de Sancerre est l'objet d’un siège de huit mois, de mars à août 1573, par les forces catholiques du roi, une armée de sept mille hommes.
En 1685, Louis XIV, croyant renforcer la monarchie absolue en supprimant les dissidents, révoque l’Édit de Nantes par l'Édit de Fontainebleau. Persécutés, les calvinistes ruraux maintiennent une pratique familiale. L'élite urbaine, bourgeoise et intellectuelle, s'exile dans les pays du Refuge protestant et aggrave le déclin de la ville.
Les protestants obtiennent la liberté de conscience et d'expression de leur foi avec la Déclaration des droits de l'homme et du citoyen de 1789. En 1802, dans le cadre de l'organisation par Napoléon du Régime concordataire français, est institué des Consistoires réformés par département. Selon les registres, un tiers de la population de Bourges se déclare encore protestante.
En 1907 est aménagé le temple de Sancerre dans une ancienne chapelle désaffectée de religieuses catholiques. En 1816 est construit un temple à Asnières-lès-Bourges, qui ferme ses portes en 1977. Le temple de Bourges est construit à la Restauration monarchique, en 1831, alors que le protestantisme n'est que toléré. Par discrétion, la façade est en retrait de la rue.
En 2018, le bâtiment est fermé pour travaux, pour la sécurité du public. Un appel aux dons est fait sur la Fondation du patrimoine pour le cerclage des murs, la construction d’une nouvelle voûte et la réfection de la toiture,,. Le culte y est de nouveau célébré depuis juillet 2022.
La paroisse possède à Asnières-lès-Bourges le centre protestant La Chaume et une maison presbytérale pour l'hébergement du pasteur.

## Architecture
L'édifice est de plan rectangulaire, sur les dessins de l'architecte Juillien. La façade est sobre. Au-dessus de la porte est peint en lettres capitales « 1831 - Église réformée - 1895 ». Les Églises réformées sont les Églises qui se réclament de la réforme initiée par Jean Calvin et Ulrich Zwingli. Sur le fronton triangulaire s'ouvre une Bible, typique des temples protestant de l'époque moderne. Sur la page de gauche s'inscrit « La Sainte Bible » et sur la page de droite « La parole de notre Dieu demeure éternellement », citation de la Première épître de Pierre, chapitre 1, verset 25. En fond, se croisent une branche de laurier et une branche de chêne. Une croix latine se dresse au sommet.